# Mónica de medianoche
Rasgos fue un programa de televisión, emitido por La 1 de Televisión española en 1973. Se programaba semanalmente los lunes a las 23 horas.

## Formato
Con una mecánica análoga a la de grandes éxitos de la televisión estadounidense que se emitían en esa misma época como The Carol Burnett Show o The Julie Andrews Hour, el programa giraba en torno a la figura de la actriz/presentadora Mónica Randall que, cada semana recibía en plató que pretendía ser su propio domicilio a los invitados, a los que entrevistaba, con los que participaba en sktetches humorísticos y daba paso a las actuaciones musicales.

## Lista de programas (parcial)
- Tráfico y mujeres (14 de mayo de 1973). Con Donna Hightower.
- Luis y Ramón (28 de mayo de 1973).  Con Luis Morris, Ramón Corroto y Mike Kennedy.
- El vendedor (4 de junio de 1973). Con Juan Erasmo Mochi.
- El médico (11 de junio de 1973). Con Tina Sáinz.
- Mocedades (18 de junio de 1973).
- Pepe y Silvia (25 de junio de 1973). Con Pepe Martín.
- Alberto Cortez (2 de julio de 1973)
- Amor (16 de julio de 1975). Tony Landa.
- Pesadillas (24 de julio de 1973).
- No me gusta discutir (13 de agosto de 1973). Con Nicolás Dueñas y Fernando Chinarro.

## Premios
- TP de Oro (1973) a la Mejor Presentadora.